# Collegio di Gosport
Gosport è un collegio elettorale inglese situato nell'Hampshire rappresentato alla camera dei Comuni del parlamento del Regno Unito. Elegge un membro del parlamento con il sistema maggioritario a turno unico; l'attuale parlamentare è Caroline Dinenage del Partito Conservatore, che rappresenta il collegio dal 2010.

## Estensione
- 1974-1983: il Municipal Borough di Gosport.
- dal 1983: il Borough di Gosport e i ward del Borough di Fareham di Hill Head e Stubbington.

Il collegio è incentrato su Peel Common, Chalk Common e sul fiume Alver che corre da nord a sud; il maggiore insediamento è la città orientale di Gosport, che comprende diversi villaggi distinti sulla costa meridionale dell'Hampshire, dove il collegio comprende Lee-on-the-Solent e Alverstoke, come anche Stubbington e Hill Head situate nel Borough di Fareham.

## Membri del parlamento
| Elezione | Elezione          | Deputato      | Partito      |
| -------- | ----------------- | ------------- | ------------ |
|          | Feb 1974          | Peter Viggers | Conservatore |
| 2010     | Caroline Dinenage |               | Conservatore |

## Elezioni

### Elezioni negli anni 2020
| Partito                    | Partito                                   | Candidato                  | Risultati 4 luglio 2024 | Risultati 4 luglio 2024 |
| Partito                    | Partito                                   | Candidato                  | Voti                    | %                       |
| -------------------------- | ----------------------------------------- | -------------------------- | ----------------------- | ----------------------- |
|                            | Conservatore                              | Caroline Dinenage          | 17 776                  | 40,20                   |
|                            | Laburista                                 | Edward Batterbury          | 11 776                  | 26,63                   |
|                            | Reform UK                                 | Matt Mulliss               | 7 983                   | 18,05                   |
|                            | Lib Dem                                   | Tim Bearder                | 4 039                   | 9,13                    |
|                            | Verde                                     | Tony Sudworth              | 1 948                   | 4,40                    |
|                            | Indipendente                              | Jeff Roberts               | 334                     | 0,76                    |
|                            | Heritage                                  | Lisa Englefield            | 319                     | 0,72                    |
|                            | Hampshire Independents                    | Dave Watson                | 48                      | 0,11                    |
|                            |                                           |                            |                         |                         |
| Iscritti                   | Iscritti                                  | Iscritti                   | 73 261                  | 100,00                  |
| ↳ Votanti (% su iscritti)  | ↳ Votanti (% su iscritti)                 | ↳ Votanti (% su iscritti)  | 44 277                  | 60,44                   |
| ↳ Astenuti (% su iscritti) | ↳ Astenuti (% su iscritti)                | ↳ Astenuti (% su iscritti) | 28 984                  | 39,56                   |
|                            |                                           |                            |                         |                         |
|                            | Esito: collegio confermato a Conservatore |                            |                         |                         |

### Elezioni negli anni 2010
| Partito                    | Partito                                   | Candidato                  | Risultati 12 dicembre 2019 | Risultati 12 dicembre 2019 |
| Partito                    | Partito                                   | Candidato                  | Voti                       | %                          |
| -------------------------- | ----------------------------------------- | -------------------------- | -------------------------- | -------------------------- |
|                            | Conservatore                              | Caroline Dinenage          | 32 226                     | 66,51                      |
|                            | Laburista                                 | Tom Chatwin                | 8 948                      | 18,47                      |
|                            | Lib Dem                                   | Martin Pepper              | 5 473                      | 11,30                      |
|                            | Verdi                                     | Zoe Aspinall               | 1 806                      | 3,73                       |
|                            |                                           |                            |                            |                            |
| Iscritti                   | Iscritti                                  | Iscritti                   | 73 541                     | 100,00                     |
| ↳ Votanti (% su iscritti)  | ↳ Votanti (% su iscritti)                 | ↳ Votanti (% su iscritti)  | 49 481                     | 67,28                      |
| ↳ Astenuti (% su iscritti) | ↳ Astenuti (% su iscritti)                | ↳ Astenuti (% su iscritti) | 24 060                     | 32,72                      |
|                            |                                           |                            |                            |                            |
|                            | Esito: collegio confermato a Conservatore |                            |                            |                            |

| Partito                    | Partito                                   | Candidato                  | Risultati 8 giugno 2017 | Risultati 8 giugno 2017 |
| Partito                    | Partito                                   | Candidato                  | Voti                    | %                       |
| -------------------------- | ----------------------------------------- | -------------------------- | ----------------------- | ----------------------- |
|                            | Conservatore                              | Caroline Dinenage          | 30 647                  | 61,94                   |
|                            | Laburista                                 | Alan Durrant               | 13 436                  | 27,15                   |
|                            | Lib Dem                                   | Bruce Tennent              | 2 328                   | 4,70                    |
|                            | UKIP                                      | Chloe Palmer               | 1 790                   | 3,62                    |
|                            | Verdi                                     | Monica Cassidy             | 1 024                   | 2,07                    |
|                            | Indipendente                              | Jeffrey Roberts            | 256                     | 0,52                    |
|                            |                                           |                            |                         |                         |
| Iscritti                   | Iscritti                                  | Iscritti                   | 73 582                  | 100,00                  |
| ↳ Votanti (% su iscritti)  | ↳ Votanti (% su iscritti)                 | ↳ Votanti (% su iscritti)  | 49 481                  | 67,25                   |
| ↳ Astenuti (% su iscritti) | ↳ Astenuti (% su iscritti)                | ↳ Astenuti (% su iscritti) | 24 101                  | 32,75                   |
|                            |                                           |                            |                         |                         |
|                            | Esito: collegio confermato a Conservatore |                            |                         |                         |

| Partito                    | Partito                                   | Candidato                  | Risultati 7 maggio 2015 | Risultati 7 maggio 2015 |
| Partito                    | Partito                                   | Candidato                  | Voti                    | %                       |
| -------------------------- | ----------------------------------------- | -------------------------- | ----------------------- | ----------------------- |
|                            | Conservatore                              | Caroline Dinenage          | 26 364                  | 55,31                   |
|                            | UKIP                                      | Christopher Wood           | 9 266                   | 19,44                   |
|                            | Laburista                                 | Alan Durrant               | 6 926                   | 14,53                   |
|                            | Lib Dem                                   | Rob Hylands                | 3 298                   | 6,92                    |
|                            | Verdi                                     | Monica Cassidy             | 1 707                   | 3,58                    |
|                            | Indipendente                              | Jeffrey Roberts            | 104                     | 0,22                    |
|                            |                                           |                            |                         |                         |
| Iscritti                   | Iscritti                                  | Iscritti                   | 73 213                  | 100,00                  |
| ↳ Votanti (% su iscritti)  | ↳ Votanti (% su iscritti)                 | ↳ Votanti (% su iscritti)  | 47 665                  | 65,10                   |
| ↳ Astenuti (% su iscritti) | ↳ Astenuti (% su iscritti)                | ↳ Astenuti (% su iscritti) | 25 548                  | 34,90                   |
|                            |                                           |                            |                         |                         |
|                            | Esito: collegio confermato a Conservatore |                            |                         |                         |

| Partito                    | Partito                                   | Candidato                  | Risultati 6 maggio 2010 | Risultati 6 maggio 2010 |
| Partito                    | Partito                                   | Candidato                  | Voti                    | %                       |
| -------------------------- | ----------------------------------------- | -------------------------- | ----------------------- | ----------------------- |
|                            | Conservatore                              | Caroline Dinenage          | 24 300                  | 51,77                   |
|                            | Lib Dem                                   | Rob Hylands                | 9 887                   | 21,06                   |
|                            | Laburista                                 | Graham Giles               | 7 944                   | 16,92                   |
|                            | UKIP                                      | Andrew Rice                | 1 496                   | 3,19                    |
|                            | BNP                                       | Barry Bennett              | 1 004                   | 2,14                    |
|                            | Democratici                               | Bob Shaw                   | 622                     | 1,33                    |
|                            | Verdi                                     | Claire Smith               | 573                     | 1,22                    |
|                            | Indipendente                              | Dave Smith                 | 493                     | 1,05                    |
|                            | Indipendente                              | Charlie Read               | 331                     | 0,71                    |
|                            | Indipendente                              | Brian Hart                 | 289                     | 0,62                    |
|                            |                                           |                            |                         |                         |
| Iscritti                   | Iscritti                                  | Iscritti                   | 72 660                  | 100,00                  |
| ↳ Votanti (% su iscritti)  | ↳ Votanti (% su iscritti)                 | ↳ Votanti (% su iscritti)  | 46 939                  | 64,60                   |
| ↳ Astenuti (% su iscritti) | ↳ Astenuti (% su iscritti)                | ↳ Astenuti (% su iscritti) | 25 721                  | 35,40                   |
|                            |                                           |                            |                         |                         |
|                            | Esito: collegio confermato a Conservatore |                            |                         |                         |

### Elezioni negli anni 2000
| Partito                    | Partito                                   | Candidato                  | Risultati 5 maggio 2005 | Risultati 5 maggio 2005 |
| Partito                    | Partito                                   | Candidato                  | Voti                    | %                       |
| -------------------------- | ----------------------------------------- | -------------------------- | ----------------------- | ----------------------- |
|                            | Conservatore                              | Peter Viggers              | 19 268                  | 44,77                   |
|                            | Laburista                                 | Richard Williams           | 13 538                  | 31,46                   |
|                            | Lib Dem                                   | Roger Roberts              | 7 145                   | 16,60                   |
|                            | UKIP                                      | John Bowles                | 1 825                   | 4,24                    |
|                            | Verdi                                     | Claire Smith               | 1 258                   | 2,92                    |
|                            |                                           |                            |                         |                         |
| Iscritti                   | Iscritti                                  | Iscritti                   | 71 130                  | 100,00                  |
| ↳ Votanti (% su iscritti)  | ↳ Votanti (% su iscritti)                 | ↳ Votanti (% su iscritti)  | 43 034                  | 60,50                   |
| ↳ Astenuti (% su iscritti) | ↳ Astenuti (% su iscritti)                | ↳ Astenuti (% su iscritti) | 28 096                  | 39,50                   |
|                            |                                           |                            |                         |                         |
|                            | Esito: collegio confermato a Conservatore |                            |                         |                         |

| Partito                    | Partito                                   | Candidato                  | Risultati 7 giugno 2001 | Risultati 7 giugno 2001 |
| Partito                    | Partito                                   | Candidato                  | Voti                    | %                       |
| -------------------------- | ----------------------------------------- | -------------------------- | ----------------------- | ----------------------- |
|                            | Conservatore                              | Peter Viggers              | 17 364                  | 43,64                   |
|                            | Laburista                                 | Richard Williams           | 14 743                  | 37,05                   |
|                            | Lib Dem                                   | Roger Roberts              | 6 011                   | 15,11                   |
|                            | UKIP                                      | John Bowles                | 1 162                   | 2,92                    |
|                            | Laburista Socialista                      | Kevin Chetwynd             | 509                     | 1,28                    |
|                            |                                           |                            |                         |                         |
| Iscritti                   | Iscritti                                  | Iscritti                   | 69 683                  | 100,00                  |
| ↳ Votanti (% su iscritti)  | ↳ Votanti (% su iscritti)                 | ↳ Votanti (% su iscritti)  | 39 789                  | 57,10                   |
| ↳ Astenuti (% su iscritti) | ↳ Astenuti (% su iscritti)                | ↳ Astenuti (% su iscritti) | 29 894                  | 42,90                   |
|                            |                                           |                            |                         |                         |
|                            | Esito: collegio confermato a Conservatore |                            |                         |                         |

## Risultati dei referendum

### Referendum sulla permanenza del Regno Unito nell'Unione europea del 2016
|             | Collegio | Lasciare UE % | Rimanere in UE % |
| ----------- | -------- | ------------- | ---------------- |
|             | Gosport  | 61,9%         | 38,1%            |
| Inghilterra | 53,3%    | 46,7%         |                  |
| Regno Unito | 51,9%    | 48,1%         |                  |